# Capolat
Capolat – gmina w Hiszpanii, w prowincji Barcelona, w Katalonii, o powierzchni 34,31 km². W 2011 roku gmina liczyła 90 mieszkańców.